# Anna Keay
Anna Julia Keay (née en août 1974, dans les West Highlands d'Écosse) est une historienne de l'architecture, auteure et personnalité de la télévision britannique. Depuis 2012, elle est directrice du Landmark Trust.

## Jeunesse et éducation
Keay grandit dans une maison isolée des West Highlands, fille des auteurs John Keay et Julia Keay. Elle est la petite-fille de l'homme politique conservateur et ancien whip en chef Humphrey Atkins.
Elle fait ses études à l'école secondaire Oban à Argyll et à la Bedales School. Elle étudie ensuite l'histoire au Magdalen College d'Oxford.
Elle étudie ensuite pour un doctorat à Queen Mary, université de Londres : sa thèse, The Ceremonies of Charles II's Court, est soutenue en 2004.

## Carrière
Keay travaille pour English Heritage de 2002 à 2012, dont sept ans en tant que conservateur adjoint des palais royaux historiques, responsable de Hampton Court, de la Banqueting House, de Whitehall et de la tour de Londres. Elle participe à la restauration du jardin élisabéthain du château de Kenilworth, qui figure dans une série télévisée de la BBC de 2009 sur English Heritage.
Elle est directrice du Landmark Trust depuis 2012,.
Elle apparait dans l'émission The Museum of Curiosity de BBC Radio 4 en octobre 2014. Son don hypothétique à ce musée fictif est la Couronne de saint Édouard, qui fait partie des joyaux de la couronne britannique.
Elle co-présente The Buildings That Shaped Britain sur Channel 5. Elle apparait plus tard dans The Coronation et The Queen's Palaces.
Keay est administratrice du Royal Collection Trust et du Pilgrim Trust.

## Vie privée
Keay épouse son collègue historien Simon Thurley en 2008. Le couple a une fille et un fils, des jumeaux nés en 2008,. La famille vit à Londres et dans le Norfolk.
Keay est nommée officier de l'ordre de l'Empire britannique (OBE) lors des honneurs d'anniversaire de 2019 pour services rendus au patrimoine.Elle est présélectionnée pour le prix Baillie Gifford 2022 pour The Restless Republicet reçoit le prix Duff Cooper en 2022.

## Publications
- The Earl of Essex: The Life and Death of a Tudor Traitor (2001, Historic Royal Palaces , (ISBN 978-1873993156))
- Elizabethan Tower of London (London Topographical Society, 2001, (ISBN 978-0902087446))
- The Magnificent Monarch: Charles II and the Ceremonies of Power (2008, Bloomsbury , (ISBN 978-1847252258))[11]
- Monarchy and Exile: The Politics of Legitimacy from Marie de Médicis to Wilhelm II (édité par P. Mansel (éditeur), T. Riotte) (a contribué à un chapitre) (2011, Palgrave Macmillan (ISBN 978-0230249059))
- The Crown Jewels: The Official Illustrated History (2012, Thames & Hudson , (ISBN 978-0500289822))
- he Elizabethan Garden at Kenilworth Castle (2013, English Heritage , (ISBN 978-1848020344))
- Landmark: A History of Britain in 50 Buildings avec Caroline Stanford, (2015, France Lincoln (ISBN 978-0711236455))
- The Last Royal Rebel: The Life and Death of James, Duke of Monmouth (2017, Bloomsbury)
- The Restless Republic: Britain without a crown (2022, William Collins (ISBN 978-0008282042))
- Interregnum: The People’s Republic of Britain (2022, William Collins (ISBN 978-0008282028))